# Kümmernis

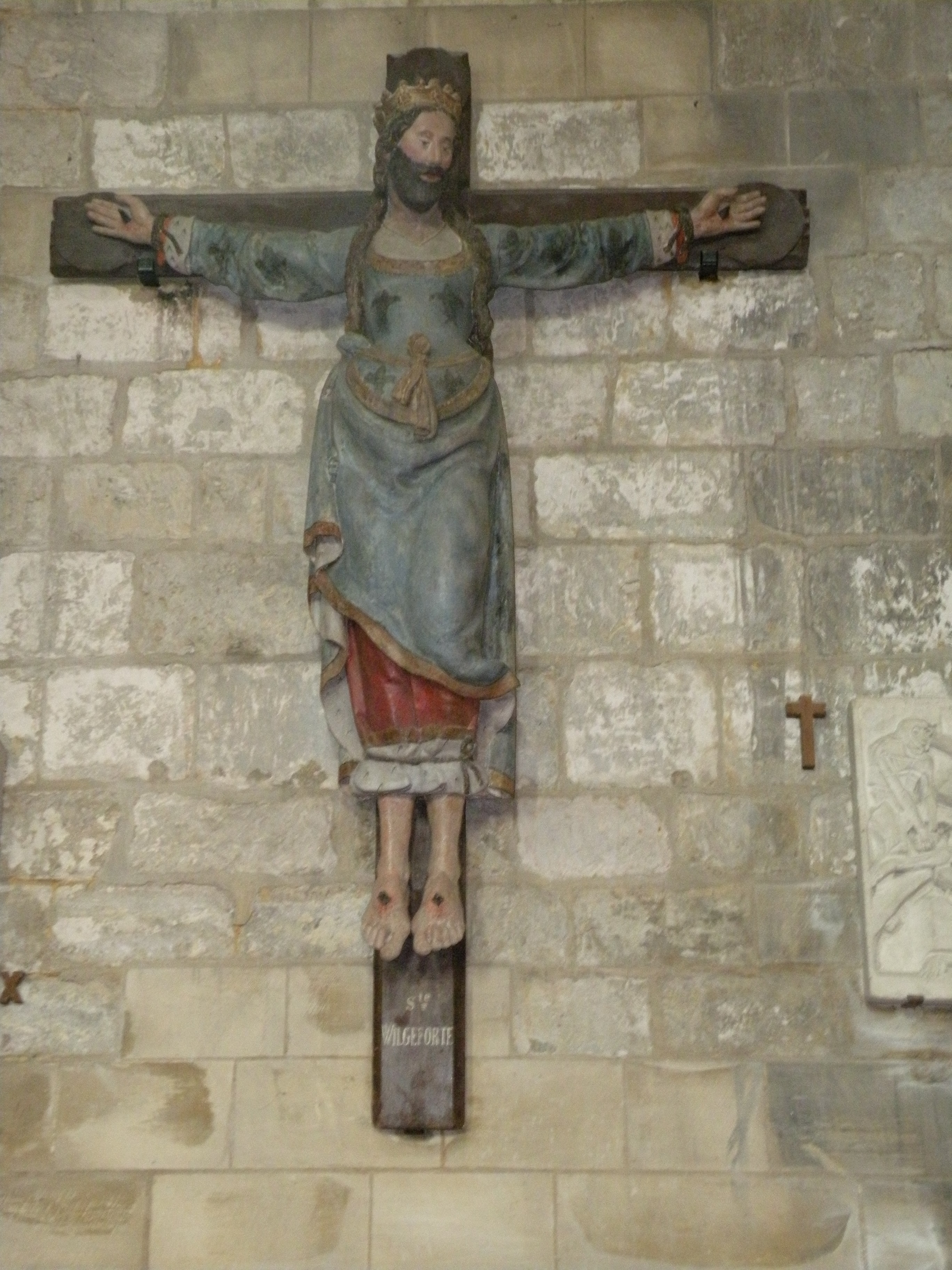
Wilgefortis, Darstellung des 16. Jh. in St-Étienne, Beauvais

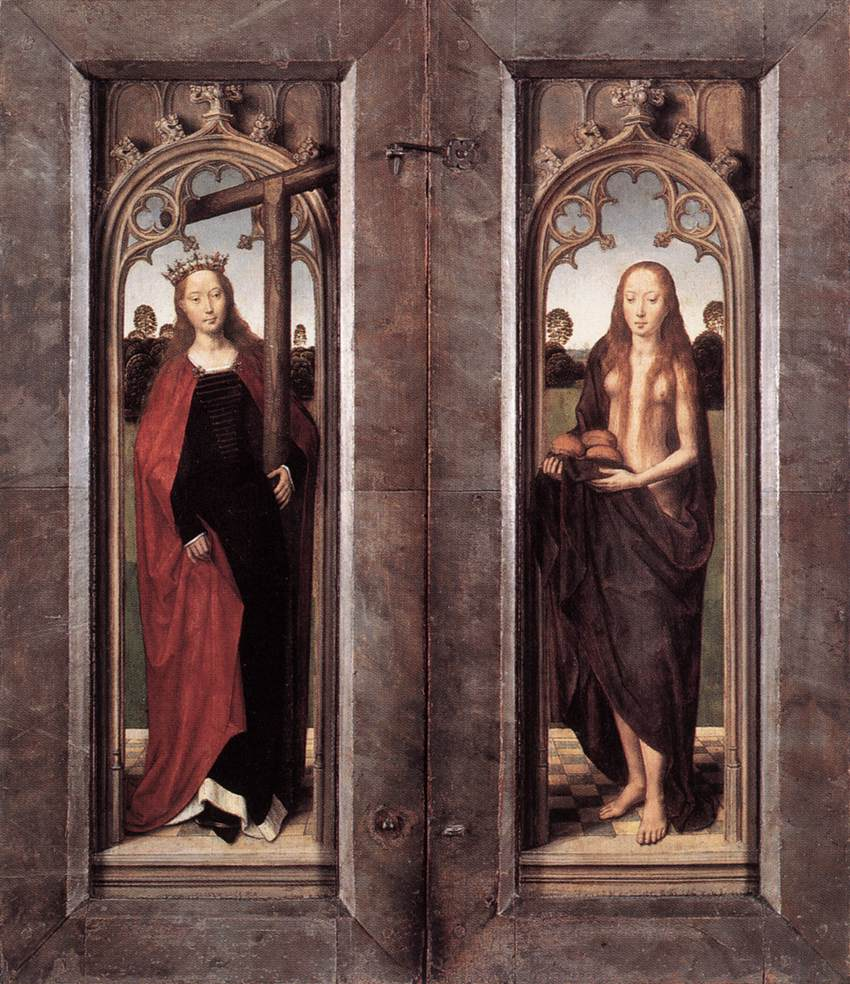
Wilgefortis (li.) auf einem geschlossenen Triptychon von Hans Memling, 1480

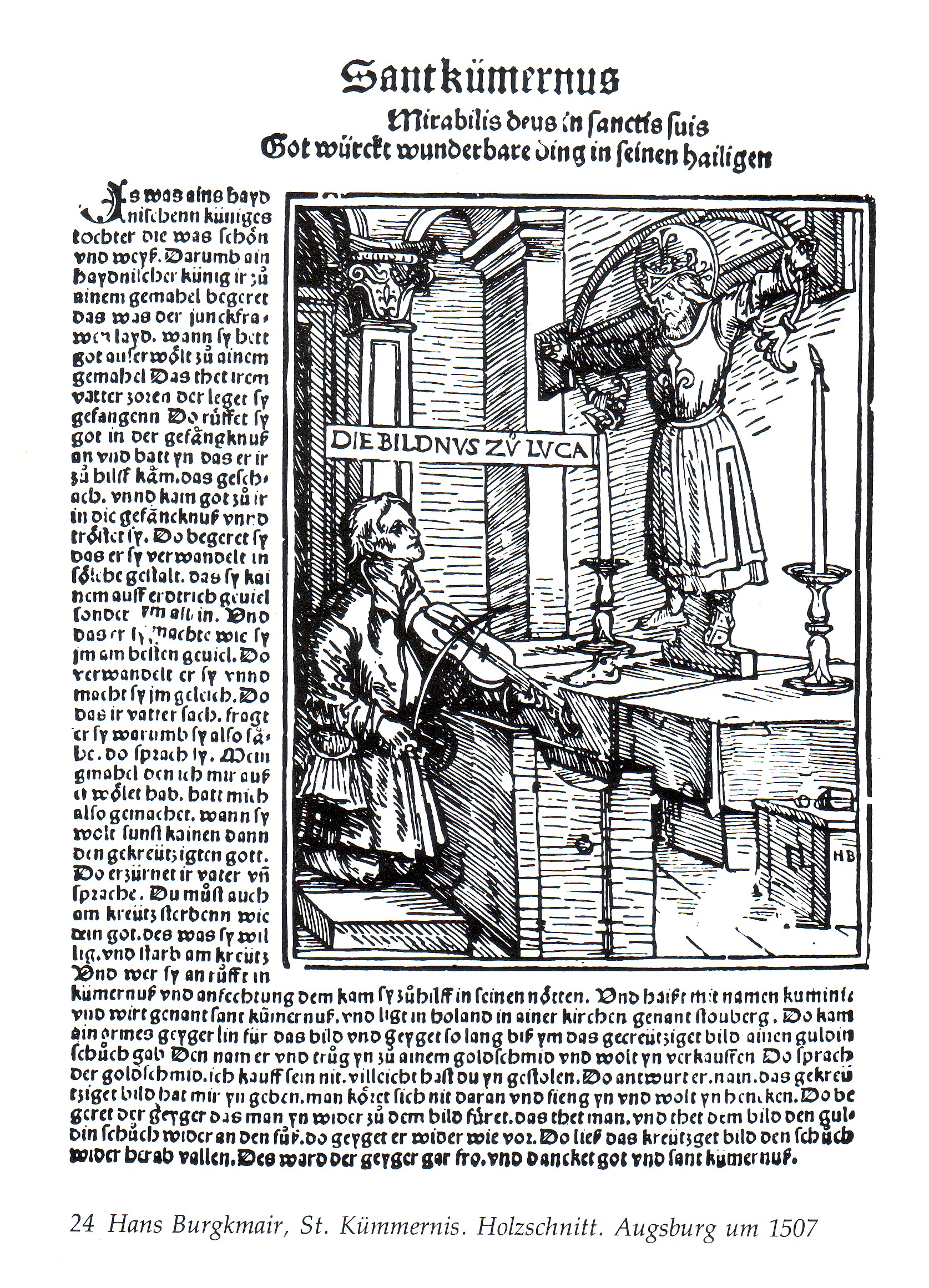
Kümmernislegende mit Spielmannsmotiv, Holzschnitt von Hans Burgkmair, ca. 1507

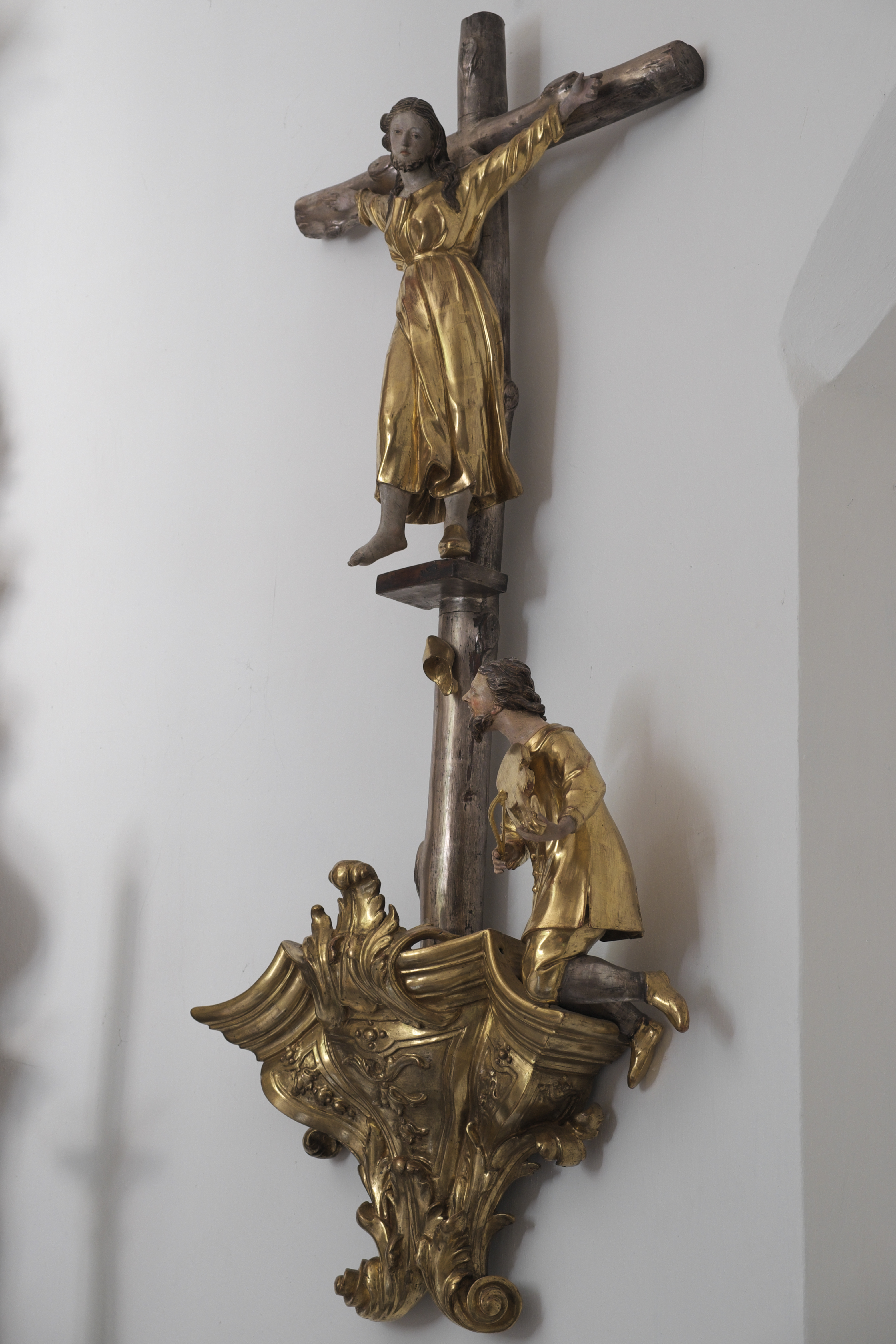
Heilige Kümmernis mit Spielmann in der Gnadenkapelle von Maria Eich

Wilgefortis (abgeleitet von lat. „virgo fortis“, starke Jungfrau?), auch: Ontkommer (niederländisch), dann in der frühen Neuzeit auch ikonographisch verändert und als Kümmernis bezeichnet, war eine fiktive Volksheilige, deren Legende im Spätmittelalter entstand. Sie wird als Gekreuzigte im langen Gewand, bärtig und gekrönt dargestellt. Sie wurde weder heiliggesprochen noch sonst wie von der Kirche offiziell als Heilige anerkannt. Als Wilgefortis wurde sie 1583/86 ins Martyrologium Romanum aufgenommen, inzwischen aber wieder gelöscht. Ihr Gedenktag ist der 20. Juli.

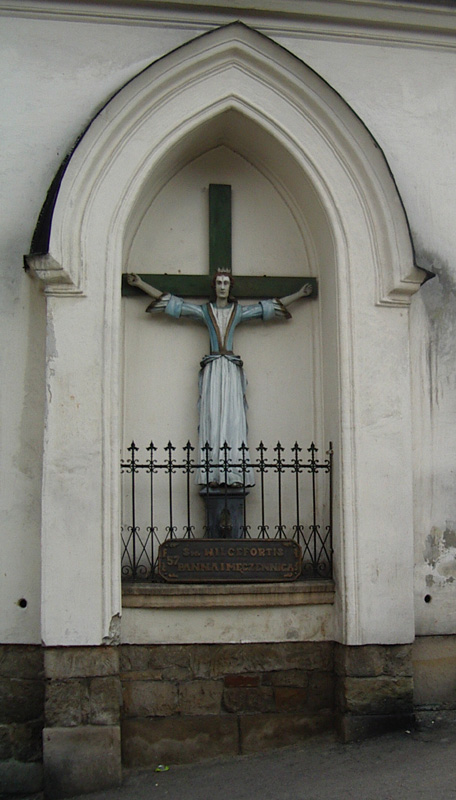
Darstellung von St. Wilgefortis in Wambierzyce, Niederschlesien

## Wilgefortis und Ontkommer
Die Verehrung der Heiligen reicht ins 14. Jahrhundert zurück. Aus der Mitte des 15. Jahrhunderts stammen die in den damaligen Niederlanden zu lokalisierenden ältesten Textüberlieferungen von in der Volkssprache verfassten Abschriften. Sie erzählen von der zum Christentum bekehrten Tochter eines heidnischen Königs, die sich gegen eine vom Vater erzwungene Heirat wehrte. Ihre inständigen Gebete, verunstaltet zu werden, um dieser Heirat mit einem Heiden zu entgehen, wurden erhört: Ihr wuchs ein Bart. Der erboste Vater ließ die Jungfrau daraufhin „nach Art ihres gekreuzigten Gottes“ durch Kreuzigung hinrichten.
Die frühesten Darstellungen aus den ersten Jahrzehnten des 14. Jahrhunderts zeigen sie als junge Frau, bärtig und gekrönt, mit deutlich weiblichen Gesichtszügen und Körperformen, in langem Rock und mit Stricken ans Kreuz gebunden. Hauptsächlich unter dem Namen Ontkommer wurde der Kult ab 1400 – bezeugt durch diese rheinischen und niederländischen Bilderhandschriften – an den Niederrhein, nach Köln, den Mittelrhein und bis an die Ostseeküste vermittelt. In den protestantisch gewordenen Gegenden des Nordens verschwand die Verehrung der Wilgefortis/Ontkommer, blieb aber in katholischen Regionen Belgiens und Nordfrankreichs bis ins 20. Jahrhundert lebendig.

## Kümmernis
Vom Mittelrhein gelangte der Ontkommerkult nach Süddeutschland und in den Alpenraum. Hier nahm die Figur ab etwa 1470 den hochdeutschen Namen Kümmernis an. Zu ihrer Darstellung wurden nicht die spärlich vorhandenen Wilgefortis/Ontkommer-Vorbilder aus flämisch-rheinischer Provenienz benutzt, sondern die Schemata der in der Region bereits verbreiteten Volto-Santo-Wandbilder. Diese gehen zurück auf das Vorbild eines Kruzifixes in Lucca, das Christus am Kreuz zeigt, bärtig, gekrönt und gekleidet in das gegürtete Colobium, die spätantike Tunika, wie es der Darstellungstradition des Kruzifixes von frühchristlicher Zeit bis zur ottonischen Kunst entspricht. Da das Gnadenbild eines der populärsten mittelalterlichen Pilgerziele war, verbreitete sich der Luccheser Bildtyp nachhaltig in den nordeuropäischen Raum. Die Übernahme dieser Vorlagen in die Gestaltung der Kümmernis erfolgte jedoch erst nach dem Import des Kultes in die Landschaften des Südens, sie begründete ihn also nicht, sondern war ein rein ikonographischer Vorgang.
Das bestätigt auch die Wilgefortis-Miniatur mit Spielmann „von 1415“ in der Handschrift der Universitätsbibliothek Gent (UB Gent nl. BHSL.HS.2750), die lange Zeit als frühester Beleg für eine Kümmernis-Darstellung angesehen wurde. Das Genter Manuskript zeigt neben einem Gebet an Sinte Ontkommer eine Miniatur mit Wilgefortis, d. h. ans Kreuz gebunden, das Kleid unten mit Schambindung, und in eine Landschaft mit Bäumen gestellt. Unten links kniet der Spielmann. Die ursprüngliche Datierung auf 1415 erfolgte durch den Vergleich des Gebettextes mit dem fast gleichlautenden in einer niederländischen Handschrift, damals in Oxford, heute in der Universitätsbibliothek Utrecht mit dem Titel (hier deutsch) Das Stundenbuch der Kunera van Leefdael, die tatsächlich um 1415 eingeordnet werden kann. Die dort beigefügte Miniatur zeigt eine Wilgefortis in einer Felsenlandschaft mit Quadratmuster als Bildabschluss ohne Spielmann. Der rein philologische Abgleich (ohne Rücksicht auf die widersprüchliche Bebilderung) durch Jan Gessler 1937 wurde von Schweizer-Vüllers unkritisch übernommen. Neuere Untersuchungen ab 1970 präzisierten die allgemeine Datierung der Genter Handschrift in das 15. Jh. nunmehr in die 2. Hälfte des 15. Jh., so zuletzt Oosterman 1997 „vermutlich um 1475“. Danach ist der frühe Ansatz der Handschrift und damit der Miniatur hinfällig. Das neue philologische Ergebnis wird dazu durch die zahlreichen ikonographischen Elemente der Genter Miniatur ergänzt, die stilkritisch fast alle aus der 2. Hälfte des 15. Jh. stammen, so etwa die fez-ähnliche hohe Kappe des Spielmanns oder die nach hinten offene Landschaft (ohne Abschluss mit Muster als Hintergrund). Schon Gorissen 1968 hatte die Figur der Wilgefortis am Kreuz „nach dem Kostüm  aus dem dritten Viertel des 15. Jh.“ datiert. Die Genter Miniatur zeigt daher eine Kombination, in der erst nach der Entstehung der Kümmernisverehrung, also nach 1470, ikonographische Wilgefortis- und Kümmernis-Elemente zusammengebracht werden konnten.
Die Textüberlieferung wurde angereichert durch weitere Wunderberichte und Legenden, von denen vor allem die ebenfalls aus Lucca übernommene Spielmannslegende von Bedeutung ist: Vor dem Bilde geigte einst ein in Not geratener Spielmann, den die Heilige mit ihrem herabgeworfenen kostbaren Schuh entlohnte. Der daraufhin des Diebstahls angeklagte Geiger bewies seine Unschuld, indem er erneut vor dem Bilde bittend von der Heiligen auch den zweiten Schuh zugeworfen bekam. Der Holzschnitt von Hans Burkmair (Abb.) aus dem Jahr 1507 enthält all diese Elemente und ist begleitet von dem ersten deutschsprachigen Text der Kümmernis-Legende. Bei den undatierten und unbezeichneten Bildern dieses Typs aus den Jahrzehnten nach 1470 ist wegen der ikonographischen Übereinstimmungen nicht immer sicher, ob sie für die Verehrung des gekreuzigten Christus oder als Darstellung der Kümmernis zu gelten haben. Die jeweilige Funktion kann nicht aus der Ikonographie heraus abgeleitet werden. Hierfür müssen archivalische, sozial- und frömmigkeitsgeschichtliche Zeugnisse der jeweiligen Kirche und des Ortes herangezogen werden.
Auch Missverständnisse der Entstehungszeit und sogar bewusste Umdeutungen späterer Epochen sind nicht auszuschließen.
In Süddeutschland und den Alpenländern hat sich die Verehrung der Heiligen bis über die Barockzeit hinaus fortgesetzt. Erst seit der Aufklärung verschwand hier der Kult weitgehend aus dem offiziell vorgegebenen kirchlichen Rahmen. Noch in jüngster Zeit hat jedoch die St. Wilgefortis in Neufahrn bei Freising ihr Patrozinium wieder in den Vordergrund gestellt. Auch im Allgäuer Weiler Obergammenried bei Bad Wörishofen existiert eine der Heiligen Kümmernis geweihte Kapelle.
Die Legende regte u. a. Justinus Kerner 1816 zu seiner Ballade Der Geiger zu Gmünd an, aber auch in Grimms Märchen fand sie als Die heilige Frau Kummernis Niederschlag. Eine fiktive Lebensbeschreibung der Heiligen Kümmernis ist Teil des Romans Taghaus, Nachthaus (Dom dzienny, dom nocny, 1998, Abschnitt Ego dormio et cor meum vigilat) der polnischen Nobelpreisträgerin Olga Tokarczuk. Der Verfasser der Lebensbeschreibung, dessen Geschichte im Lauf des Romans auch erzählt wird, ist ein junger Mönch namens Paschalis. Die Gestalt der Kümmernis spricht ihn besonders an, da er sich wünscht zur Frau zu werden, so wie Kümmernis durch göttliche Gnade männliche Züge erhielt.

## Patrozinium
Siehe auch:
- Kümmerniskapelle (Burghausen)
- Kümmerniskapelle (Pastetten)
- St. Wilgefortis, Neufahrn bei Freising
- Hl. Kümmernis (Obergammenried)
- St. Kümmerniskapelle (Schwyz)

## Orte mit Darstellungen der „heiligen Kümmernis“
- Skulptur in der (Sakristei der) katholischen Kirche St. Wendalinus in Kirmutscheid
- Schwalbach am Taunus (bei Frankfurt am Main) in der katholischen Kirche St. Pankratius (seit 1937 nicht mehr im Kirchenraum)[18]
- Kümmernis ohne Bart in der Station 57 der Kalvarie (Wallfahrtstreppe) unterhalb der Wallfahrtskirche und Basilika Mariä Heimsuchung in Wambierzyce (Albendorf), Polen. Ursprünglich für die Verehrung der  Kümmernis bestimmt, heute kirchenamtlich in Święty (heilige) Wilgefortis umbenannt.[19]
- Das Leben der Hl. Kümmernis in 13 Bildern in der katholischen Kapelle Hl. Kreuz (Klausenkapelle) in Kösching bei Ingolstadt
- Martyrium der Heiligen Wilgefortis, Triptychon von Hieronymus Bosch in der Galerie dell’Accademia in Venedig
- Gemälde von Leopold Puellacher (um 1820/30) in der Filialkirche St. Veit
- Wandgemälde in der Lutherischen Pfarrkirche in Marburg
- Plastische Darstellung in der Filialkirche Gerlamoos der Gemeinde Steinfeld in Kärnten
- Wilgefortiskapelle in Hörstein, Alzenau
- St.-Wilgefortis-Kreuz, heute als Kruzifix in der Einhardsbasilika St. Marcellinus und Petrus, Seligenstadt
- Kapelle in Gaming in Österreich
- Erlen-Kapelle an der Strasse zwischen Sprengi und Emmenberg in der Schweiz (Gemeinde Emmen)
- reformierte Kirche St. Arbogast in Oberwinterthur. Eine Darstellung findet sich auf unterhalb des Zifferblattes auf einem Wandrelief.
- St. Kümmerniskapelle an der Obermattstrasse in Schwyz (Schweiz). Die alte Kapelle wurde abgerissen und 1919 eine neue gebaut
- Im Beinhaus von Steinen im Kanton Schwyz befindet sich ein Kreuz, das die Heilige Wilgefortis zeigt. Es war früher in der Pfarrkirche.